# Sklop građevina na Galešniku
Sklop građevina na otočiću Galešniku, Grad Hvar, predstavlja zaštićeno kulturno dobro.

## Opis dobra
Na otočiću Galešniku koji je smješten na ulazu u hvarsku luku izgrađeni su utvrda i vojarna iz austro-ugarskog vremena, tijekom prve polovice XIX. st. Utvrda se koristila za kontrolu pomorskog prometa na širem području hvarske luke, a prizemna vojarna jednostavnog arhitektonskog oblikovanja služila je za smještaj posade. Po prestanku vojne opasnosti prostor vojarne se koristio kao karantena. Pred vojarnom je manje pristanište za brodove, a na s-z dijelu otočića je bunar, dijelom uklesan u stijenu, još i danas u funkciji. Utvrda i vojarna dio su fortifikacijskog sustava izgrađenog za obranu grada Hvara. S južne strane otoka sagrađen je krajem XIX. st. svjetionik kvadratičnog tlocrta, građen kamenom, koji pripada tipologiji austrijskih svjetionika građenih krajem XIX. st. u Dalmaciji.

## Zaštita
Pod oznakom Z-5829 zaveden je kao nepokretno kulturno dobro - pojedinačno, pravna statusa zaštićena kulturnog dobra, klasificirano kao "vojne i obrambene građevine".